# Otoe County
Otoe County är ett administrativt område i delstaten Nebraska, USA, med 15 740 invånare. Den administrativa huvudorten (county seat) är Nebraska City.

## Geografi
Enligt United States Census Bureau har countyt en total area på 1 603 km². 1 595 km² av den arean är land och 2 km² är vatten.

### Angränsande countyn
- Cass County - norr
- Fremont County, Iowa - öster
- Atchison County, Missouri - sydost
- Nemaha County - söder
- Johnson County - söder
- Gage County - sydvästra hörnet
- Lancaster County - väster

### Orter
- Nebraska City (huvudort)